# Stjepan V., papa
Stjepan V., papa od 885. do 14. rujna 891. godine.